# Fedrolozaur
Fedrolozaur (Phaedrolosaurus ilikensis) – dinozaur z grupy tetanurów (Tetanurae) o bliżej niesprecyzowanej pozycji systematycznej; jego nazwa znaczy wdrapujący się jaszczur.
Zrekonstruowany na podstawie kilku szczątków, co do których nie ma pewności, czy należały do jednego dinozaura. Dlatego nie wiadomo dokładnie, do której rodziny należał. Nie są też dokładnie określone jego rozmiary. Wiadomo jedynie, że Fedrolozaur żył w epoce wczesnej kredy (ok. 135-115 mln lat temu) na terenach wschodniej Azji. Jego szczątki znaleziono w Chinach (w regionie autonomicznym Sinciang).